# Papir Ebers
El papir Ebers és un dels tractats de medicina més antics que es coneixen. Va ser redactat a l'antic Egipte, cap a l'any 1500 aC. Està datat l'any 8è del regnat d'Amenhotep I, de la dinastia XVIII. Descobert per Edwin Smith, el 1862, entre les restes d'una mòmia a la tomba d'Assasif, a Luxor, va ser comprat a continuació per l'egiptòleg alemany Georg Ebers, a qui deu el seu nom i la seva traducció. Es conserva actualment a la biblioteca universitària de Leipzig. És també un dels més llargs documents escrits trobats de l'antic Egipte: mesura més de 20 metres de longitud i uns 30 centímetres d'alt i conté 877 apartats que descriuen nombroses malalties i les corresponents prescripcions en diversos camps de la medicina: oftalmologia, ginecologia, gastroenterologia, etc. La farmacopea egípcia de l'època recorria a més de 700 substàncies, extretes majoritàriament del regne vegetal: safrà, mirra, àloe, fulles de ricí, lotus blau, extracte de lliri, suc de rosella, resina, encens, cànem, etc.